# Вест Мејфилд (Пенсилванија)
Вест Мејфилд (енгл. West Mayfield) град је у америчкој савезној држави Пенсилванија.

## Демографија
По попису из 2010. године број становника је 1.239, што је 52 (4,4%) становника више него 2000. године.
| Група             | 2000.         | 2010.         |
| Белци             | 1.151 (97,0%) | 1.160 (93,6%) |
| Афроамериканци    | 24 (2,0%)     | 33 (2,7%)     |
| Азијати           | 1 (0,1%)      | 9 (0,7%)      |
| Хиспаноамериканци | 5 (0,4%)      | 17 (1,4%)     |
| Укупно            | 1.187         | 1.239         |